# نافه
نافه مجله‌ای ادبی ـ هنری است که به صورت ماهنامه در ایران منتشر می‌شود. مدیر مسئول این نشریه ناهید توسلی است.

## نافهدر ادبیات فارسی
نافه کیسه کوچکی است که در زیر شکم آهوی نر ختایی قرار داردو دارای سوراخی است که از آن مشک خارج می‌شود. برای به دست آوردن مشک سوراخ نافه را می‌بسته‌اند و پس از مدتی می‌گشوده‌اند.
ختا سرزمینی در شمال چین است که آهوان نر آن در گذشته معروف بوده‌است.
در ادبیات فارسی نافه معنایی مجازی دارد که همان مشک معنا می‌دهد. سعدی گفته است: شنیده‌ای که مقالات سعدی از شیراز ـ همی برند به عالم چو نافه ختنی؟ 

## خط مشینافه
هزینهٔ چاپ و انتشار مجله نافه از فروش نسخه‌های مجله در تهران و شهرستانها تأمین می‌شود. سیاست مجله این است که کتاب‌ها، رمان‌ها، فیلم‌ها، سریال‌ها و آثار هنری در قالب یادداشت، مقاله و گفتگو نقد و بررسی شوند.
همچنین به مناسبت تولد یا مرگ نویسندگان و هنرمندان بزرگ ایرانی و خارجی صفحاتی برای یادبود آن‌ها اختصاص داده می‌شود.
بخشی از این ماهنامه به آثار نویسندگان و هنرمندان اختصاص دارد و در هر شماره شعر، داستان، سفرنامه، زندگینامه، نمایشنامه، فیلمنامه، عکس و نقاشی از آن‌ها منتشر می‌شود.

## تحریریهنافه
دوره جدید مجله نافه زیر نظر شورای سردبیری منتشر می‌شود که محسن آزرم، حسین یاغچی و مهدی یزدانی خرم اعضای آن هستند.
همچنین کریم نیکونظر، گلاویژ نادری، علیرضا غلامی، علی مسعودی‌نیا، و پرویز براتی هیئت تحریریه این مجله را تشکیل می‌دهند.

## دوره جدید
دوره جدید مجله نافه اول خرداد ۱۳۸۹ در ۲۰۸ صفحه منتشر شد.

### شماره اول
در شماره نخست این مجله گفتگویی با عباس کیارستمی دربارهٔ فیلم تازه او، رونوشت برابر اصل منتشر شد.
گفتگویی منتشرنشده با احمد شاملو دربارهٔ ادبیات، گفتگو با ویکتور ارافیف، نویسنده معاصر روس دربارهٔ رمان استالین خوب از بخش‌های اختصاصی شماره نخست این مجله بود.
همچنین در این شماره با خواهر سهراب سپهری، محمدرضا لطفی، بهمن فرمان آرا، عبدالله کوثری، لیلی گلستان، رضا کیانیان، علیرضا عصار و مجید اسلامی گفتگو شده بود.

### شماره دوم
در شماره دوم مجله نافه بخشی از رمان زوال کلنل، نوشته محمود دولت‌آبادی منتشر شد. اگرچه وزارت فرهنگ و ارشاد اسلامی تاکنون به این رمان مجوز نداده، اما ترجمه آلمانی آن در خارج از ایران منتشر شده‌است.
نافه همچنین گفتگویی با اورهان پاموک، برنده جایزه نوبل ادبیات کرد که از بخش‌های اختصاصی شماره دوم این مجله است. این گفتگو به مناسبت انتشار رمان نام من سرخ او در ایران بود.

### شماره سوم
در شماره سوم مجله نافه گفتگوهایی اختصاصی با ماریو بارگاس یوسا و گونتر گراس برندگان جایزه نوبل ادبیات منتشر شد. گفتگو با بارگاس یوسا ساعاتی بعد از انتشار خبر برنده شدن او انجام شده بود.
در این شماره همچنین گزارشی دربارهٔ رمان کوه سرگردان نوشته سیمین دانشور منتشر شد که برای نخستین بار خبر از ناپدید شدن این رمان می‌داد.

### شماره چهارم
در شماره چهارم به مناسبت برنده شدن فیلم جدایی نادر از سیمین در جشنواره فیلم برلین پرونده‌ای دربارهٔ این فیلم به همراه گفتگو با اصغر فرهادی منتشر شد. همچنین گفتگویی با توبیاس وولف در این شماره منتشر شد که از بخش‌های اختصاصی آن بود.